# Phthonosema suffusaria
Phthonosema suffusaria là một loài bướm đêm trong họ Geometridae.